# Johnny Isakson
John Hardy Isakson (28. prosince 1944, Atlanta, Georgia – 19. prosince 2021) byl americký obchodník a politik za Republikánskou stranu. V letech 2005–2019 působil jako senátor Senátu Spojených států amerických za Georgii. Předtím v letech 1999–2005 byl poslancem Sněmovny reprezentantů, v níž zastupoval Georgii za šestý kongresový okres.
Narodil se v Atlantě švédským přistěhovalcům. Svou politickou kariéru nastartoval v roce 1976, kdy se stal členem Sněmovny státu Georgie. V ní působil až do roku 1990, kdy se neúspěšné ucházel o křeslo georgijského guvernéra. V letech 1993–1996 byl členem Senátu Georgie.